# 終極大亨
《終極大亨》（英語：The Last Tycoon）是一部美國電視劇。本劇主演是馬修·波莫和凱爾塞·格拉瑪，鬆散地改編自法蘭西斯·史考特·費茲傑羅的最後一本小說《最後的大亨》。亞馬遜工作室於2016年7月27日將試播集買下成連續劇。第一季在2017年7月28日首播，但本劇於2017年9月9日被取消。

## 前提
故事改編自法蘭西斯·史考特·費茲傑羅的最後一本小說《最後的大亨》，小說在他去世後出版，本劇發生於1936年的荷里活電影製作。講述鬆散地根據著名的製片人歐文·托爾伯格而成的Monroe Stahr，與他的老闆Pat Brady鬥爭。

## 演員

### 主要演員
- 馬修·波莫 飾演 Monroe Stahr
- 凱爾塞·格拉瑪 飾演 Pat Brady
- 莉莉·柯林斯 飾演 Cecelia Brady
- 多米妮克·麥克艾麗戈特 飾演 Kathleen Moore
- 安佐·席倫提（英语：Enzo Cilenti） 飾演 Aubrey Hackett
- 肯·德·布沃（英语：Koen De Bouw） 飾演 Tomas Szep
- 馬克·奧布賴恩（英语：Mark O'Brien (actor)） 飾演 Max Miner
- 羅絲瑪麗·德威特 飾演 Rose Brady

### 常設演員
- 潔西卡·德·古維（英语：Jessica De Gouw） 飾演 Minna Davis
- 珍妮佛·貝爾 飾演 Margo Taft
- 紹爾·魯賓內克（英语：Saul Rubinek） 飾演 路易·B·梅耶

## 集數

### 第一季（2017年）
| 集數 | 標題                                | 導演               | 編劇                                                         | 上線日期      |
| ---- | ----------------------------------- | ------------------ | ------------------------------------------------------------ | ------------- |
| 1    | Pilot                               | 比利·雷            | 比利·雷                                                      | 2016年6月17日 |
| 2    | "Nobody Recasts Like Monroe"        | 比利·雷            | 劇本創作 ：比利·雷 及 基斯杜化·凱澤 故事構思 ：比利·雷       | 2017年7月28日 |
| 3    | More Stars Than There Are in Heaven | 茱莉·安妮·羅賓森   | 劇本創作 ：比利·雷 及 基斯杜化·凱澤 故事構思 ：比利·雷       | 2017年7月28日 |
| 4    | Burying the Boy Genius              | 史考特·霍恩巴契    | 劇本創作 ：比利·雷 及 基斯杜化·凱澤 故事構思 ：比利·雷       | 2017年7月28日 |
| 5    | Eine Kleine Reichmusik              | 格溫妮絲·霍德·佩頓 | 劇本創作 ：比利·雷 及 基斯杜化·凱澤 故事構思 ：基斯杜化·凱澤 | 2017年7月28日 |
| 6    | A Brady-American Christmas          | 斯塔西·帕森        | Julia Cox 及 Katie Robbins                                   | 2017年7月28日 |
| 7    | A More Perfect Union                | 黛西·范·謝勒·梅爾  | Anna Fishko                                                  | 2017年7月28日 |
| 8    | An Enemy Among Us                   | 史考特·霍恩巴契    | 彼得·帕內爾                                                  | 2017年7月28日 |
| 9    | Oscar, Oscar, Oscar                 | 比利·雷            | 劇本創作 ：比利·雷 及 基斯杜化·凱澤 故事構思 ：基斯杜化·凱澤 | 2017年7月28日 |

## 外部連結
- 互联网电影数据库（IMDb）上《終極大亨》的资料（英文）